# John Robert Gregg
John Robert Gregg (Shantonagh, 17 giugno 1867 – New York, 23 febbraio 1948) fu un inventore, educatore, linguista, giornalista, filantropo e stenografo irlandese, autore del sistema omonimo di scrittura rapida in inglese.

## Biografia
John Robert Gregg nacque a Shantonagh, nella Contea di Monaghan, in Irlanda, ultimo figlio di Robert e Margaret Gregg, dove rimasero fino al 1872, anno in cui si spostarono a Rockcorry, nella stessa contea (suddivisione amministrativa). Il padre Robert Gregg, di discendenza scozzese, era capostazione presso la stazione ferroviaria di Bushford a Rockcorry. Egli e la moglie educarono i loro figli da rigidi Presbiteriani, e li mandarono alla scuola del paese a Rockcorry, che John Robert Gregg iniziò nel 1872. Nel secondo giorno di scuola, John Robert fu visto parlare nell'orecchio di un suo compagno, scatenando la reazione del maestro che percosse le teste dei due ragazzi l'una contro l'altra. Questo episodio danneggiò profondamente l'udito di Gregg per tutta la vita, impedendogli di partecipare fino in fondo alle attività scolastiche, incapace di capire il suo insegnante.  Ciò portò ingiustamente a pensare da parte dei superiori, degli insegnanti e della famiglia che fosse sordo o danneggiato mentalmente.
Nel 1877 un amico di Robert Gregg, un giornalista di nome Annesley, visitò il paese per un fine settimana. Egli era versato nella stenografia di Pitman, e annotò dal vivo la predica fatta nella chiesa del paese, facendo sudare il prete dalla paura che la sua predica, che aveva copiato da un famoso sacerdote, venisse resa di pubblico dominio dalla trascrizione di Annesley. Quel giorno Robert Gregg capì che l'abilità di stenografare era un importante vantaggio, cosicché obbligò i figli ad imparare la stenografia di Pitman, ad eccezione di John, che era considerato dalla famiglia troppo "sempliciotto" per impararla. Nessuno dei figli riuscì ad apprenderla fino in fondo. John Robert imparò un sistema diverso, quello di Taylor, pubblicato in un opuscolo da Odell. Lo apprese da solo, dato che non era necessario udire per imparare da un libro.
A causa delle difficoltà famigliari, Gregg dovette lasciare la scuola a 13 anni per sostenere economicamente la famiglia. Lavorò in un ufficio legale, per cinque scellini alla settimana.
Gregg affermò di aver cominciato cercando di perfezionare l'adattamento alla lingua inglese del sistema francese Prévost-Duployé, The Sloan Duployan Phonographie Instructor del 1882, eseguito da John Matthew Sloan, quando lavorava per un agente di commercio dello stesso Sloan, tale Thomas Stratford Malone. Questi nel 1886 pubblicò un sistema chiamato  The Script Phonography, per il quale Gregg reclamò di venire riconosciuto come coautore. A causa del sopraggiunto forte dissenso con Malone, Gregg smise di lavorare con lui e, incoraggiato da suo fratello maggiore Samuel, brevettò il proprio sistema stenografico nel 1888, che fu contemporaneamente pubblicato a Liverpool con l'opuscolo intitolato Light-Line Phonography: The Phonetic Handwriting.
Nel 1893 emigrò negli Stati Uniti, dove pubblicò nello stesso anno Gregg Shorthand che incontrò un grande successo nel suo nuovo Paese. Gregg si stabilì a Chicago dove scrisse numerosi libri per la Gregg Publishing Company sulla pratica della stenografia e dell'economia a lui contemporanea.

## IlSistema Gregg
Il sistema Gregg fu adattato con successo a molte lingue, in particolare allo spagnolo, al francese, al greco moderno e all'ebraico moderno. La versione spagnola, ad opera di Eduardo Vega, è stata probabilmente la più seguita. Esso ebbe anche due adattamenti alla lingua italiana: da parte di Aldworth e Giorgi nel 1928, e di Giuseppe Danza nel 1955; ma entrambi passarono inosservati.